# Kefersteinia alba
Kefersteinia alba är en orkidéart som beskrevs av Rudolf Schlechter. Kefersteinia alba ingår i släktet Kefersteinia och familjen orkidéer. Inga underarter finns listade i Catalogue of Life.